# У дні комети
«У дні комети» (англ. In the Days of the Comet) — науково-фантастичний роман англійського письменника Герберта Веллса. Написаний в 1906 році.

## Сюжет
Роман побудований у формі спогадів головного героя Вільяма Ледфорда про дні своєї юності й про події 50-річної давнини, які привели до радикальної зміни світу. У першій частині роману він розповідає про своє життя в Англії початку XX століття. У цей час героєві 21 рік і він працює дрібним службовцем в гончарній крамниці. Він критично описує навколишнє його суспільство, пануюче в ньому класове й майнове розшарування, безробіття, економічні проблеми.
Вигідно доповнює загальну картину романа любовна драма, що розігралася на тлі смердючих хащів провінційного промислового міста. Ледфорд втрачає роботу й кохану дівчину Нетті Стюарт, яка обрала в супутники молодого аристократа Едуарда Веррола. Розгніваний Ледфорд вирішує вбити їх обох, а потім покінчити життя самогубством. Тлом до цих подій особистого життя головного героя служать періодичні газетні повідомлення про комету, що наближається до Землі, яким ні головний герой, ні більшість навколишніх його людей не надають особливого значення. Навіть війна між Великою Британією і Німеччиною не може відволікти головного героя від поставленої мети. Він женеться за закоханими й нарешті наздоганяє їх у Ессексі, на узбережжя моря. У кульмінаційний момент, коли Ледфорд стріляє в них, Земля поринає у хвіст комети, і він падає без свідомості.
Під впливом загадкового зеленого газу всі люди раптом стають чистішими і добрішими, злі капіталісти і негідники з уряду усвідомлюють, наскільки були неправі. Поступово настає рай земний, де немає місця насильству, злобі, пригніченню, бідності і т. ін. Веллс зважився навіть натякнути на обвалення інституту традиційної сім'ї — головні герої стали де-факто жити шведською сім'єю.

## Авторська позиція
У романа «В дні комети» відсутня тверда наукова основа, що зближує його (особливо другу частину твору) з класичними утопіями Мора і Кампанелли.
Будучи прихильником фабіанського соціалізму, Веллс вірив в можливість «поліпшення» капіталізму, його мирну еволюцію. Очевидно, сподівався він і на можливість «виховання» кращої людини з того людського матеріалу, який є нині. Веллс не екстраполює тенденції сьогодення в майбутнє, а конструює умоглядне ідеальне суспільство з чистого аркуша. Помічаючи протиріччя в суспільних реаліях кінця ХІХ — початку ХХ століття, автор у той же час ігнорував революційний шлях їх вирішення.